# Banca Socială
Banca Socială SA este o bancă din Republica Moldova fondată în 1991.

## Legături externe
- Site web
- Cele mai mari FURTURI din lume. Vezi pe ce loc este Banca Socială Arhivat în 6 aprilie 2015, la Wayback Machine.